# Galerie Druet
Die Galerie Druet war eine von Eugène Druet betriebene Kunstgalerie und Kunsthandlung in der Rue Royale Nr. 20 in Paris. Druet war der Galerist, bei dem viele Künstler der sogenannten Schule von Paris ihre Werke ausstellten.

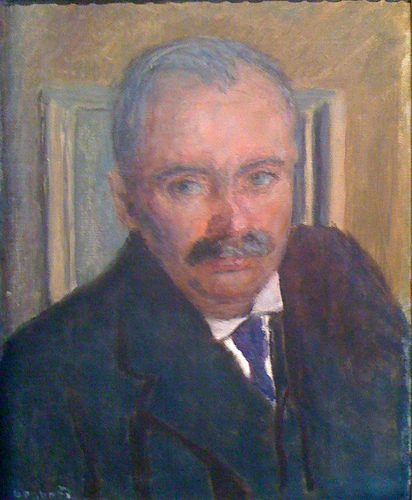
Pierre Bonnard: Portrait Eugène Druets, 1912

## Geschichte
Die Gründung der Galerie geht zurück auf eine Anregung Auguste Rodins, der mit Eugène Druet, einem Cafébetreiber und Amateurfotograf, befreundet war. Rodin schätzte Druets besonderen fotografischen Blick auf seine Skulpturen, und Druet betreute Rodins Ausstellung Exposition Universelle – eine von Rodin selbst organisierte Retrospektive seiner Werke – in einem speziell für diese Ausstellung errichteten Pavillon an der Place de l’Alma in Paris. Auf den Rat Rodins gab Druet sein Café auf und eröffnete in der Rue du Faubourg-Saint-Honoré114 eine Kunsthandlung, die er 1908 in die Rue Royale Nr. 20 verlegte. 1903 endete die Freundschaft der beiden über einen Streit wegen Autorenrechte. Zu diesem Zeitpunkt war die Galerie in Paris schon fest etabliert. Gertrude Stein, die von Druet 1915 porträtiert worden ist, erwähnt sie später in ihrem Buch  L'Autobiographie d'Alice B. Toklas.
In der Galerie stellte Druet neben den Kunstwerken auch seine eigenen Fotos aus, und zwar sowohl der Künstler als auch ihrer Werke.  Seit der ersten Ausstellung 1903 gab es in der Galerie mindestens 178 Einzelausstellungen und 11 Gruppenausstellungen. Zu den Künstlern, die Druet als Galerist vertrat, zählten u. a. Pierre Bonnard, Charles Camoin, Aristide Maillol, Henri Manguin, Albert Marquet, Étienne Moreau-Nélaton, Berthe Morisot, Odilon Redon und Paul Signac.
Druet eröffnete am 5. November 1903 die Reihe seiner Ausstellungen, die ihn weit über Paris hinaus bekannt machten, mit dem belgischen Pointillisten Théo van Rysselberghe. In der zweiten von der Galerie Druet organisierten Ausstellung wurden Arbeiten von Maximilien Luce, Henri-Edmond Cross und Maurice Denis vorgestellt. Nach Druots Tod im Jahr 1916 führte seine Frau Lucie Druet (1869–1950) die Geschäfte. Die letzte Ausstellung vor Schließung der Galerie, Paul Jouves, Oeuvres anciennes et récents, fand vom 5. bis 15. Dezember 1938 statt. In den 35 Jahren ihres Bestehens wurden 1300 Maler und Bildhauer in der Galerie ausgestellt.
Bis 1930 wurden alle Kunstwerke, die durch in Galerie gingen, aufgelistet und fotografiert. Die Fotos bildeten die Grundlage für Reproduktionen, die von der Galerie vertrieben wurden.
Zu den Kunden der Galerie zählten u. a. der Berliner Bankier Paul von Mendelssohn-Bartholdy. und vor allem der russische Kunstsammler Iwan  Morosow, dessen Nachlass an Kunstwerken sich inzwischen in der Tretjakow-Galerie in Moskau befindet.

## Archiv

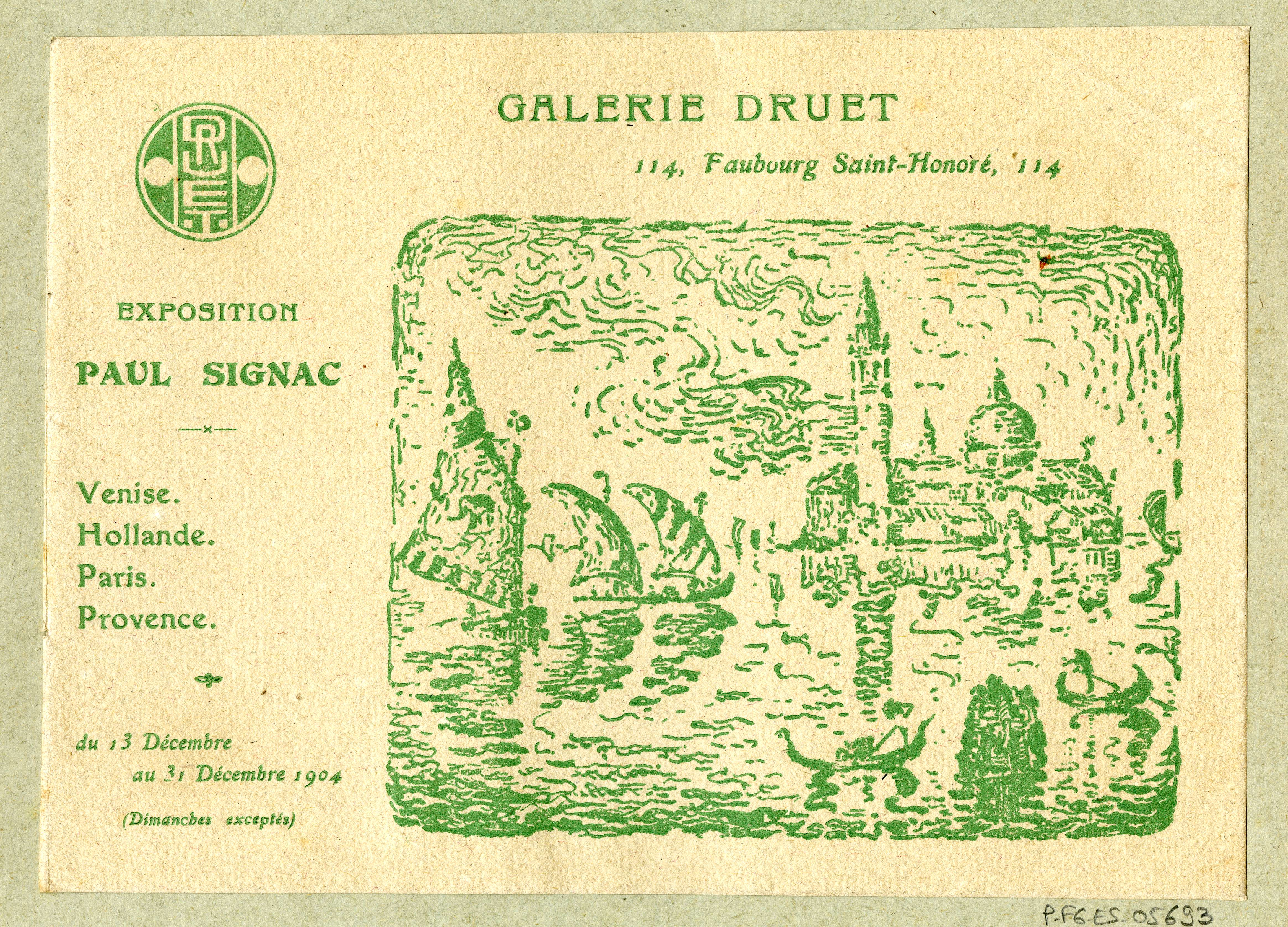
Exposition Paul Signac,
13.–31. Dezember 1904

Rund 500 Einladungskarten der Galerie, Flyer und Begleithefte werden im Archiv des Centre André Gide-Jean Schlumberger aufbewahrt. Außerdem befinden sich dort zwei Verzeichnisse der Galerie, in denen chronologisch die Kunstwerke aufgelistet sind, die die Galerie durchlaufen haben. Notiert sind u. a. der Name des Künstlers, Titel oder kurze Beschreibung des betreffenden Objekts und die Maße des Kunstwerks.